# Robert Desmettre
Robert Desmettre (* 5. August 1901 in Neuville-en-Ferrain, Département Nord, Frankreich; † 6. März 1936 in Tourcoing, Département Nord, Frankreich) war ein französischer Wasserballspieler.
Delberghe nahm zusammen mit Paul Dujardin, Georges Rigal, Noël Delberghe, Henri Padou senior, Albert Deborgies und Albert Mayaud am olympischen Wasserballturnier 1924 in Paris teil, bei dem er die Goldmedaille gewann. Er war einer der erfolgreichsten Torschützen der französischen Olympiamannschaft im Wasserball. Beim 3:1 gegen die USA in der ersten Runde warf er zwei Tore, beim 6:3 gegen die Niederlande im Viertelfinale sogar drei. Außerdem warf er sowohl beim 4:2 über Schweden im Halbfinale, als auch beim 3:0 über Belgien im Finale, jeweils zwei Tore.

## Weblink
- Robert Desmettre in der Datenbank von Olympedia.org (englisch)

| Personendaten    | Personendaten                   |
| ---------------- | ------------------------------- |
| NAME             | Desmettre, Robert               |
| KURZBESCHREIBUNG | französischer Wasserballspieler |
| GEBURTSDATUM     | 5. August 1901                  |
| GEBURTSORT       | Neuville-en-Ferrain             |
| STERBEDATUM      | 6. März 1936                    |
| STERBEORT        | Tourcoing                       |